# Thomas Edward Jones
Thomas Edward Jones (1824 - 26 décembre 1893), surnommé the boy Jones (« le garçon Jones ») par les journaux britanniques au début de l'époque victorienne, est un garçon obsédé par la reine Victoria qui s'introduit à plusieurs reprises dans le Palais de Buckingham entre 1838 et 1841. Il est finalement déporté en Australie pour l'éloigner de la reine.
Il est devenu plus tard l'objet d'un livre pour enfants, du livre Queen Victoria's Stalker (2010) de Jan Bondeson et du film Moineau de la Tamise (1950).